# 隆利維爾 (紐約州)
隆利維爾（英語：Lonelyville）是位於美國紐約州薩福克縣的非建制地區。

## 地理
隆利維爾所處的海拔為高於海平面2米（即7英呎），而該地所採用的時區為UTC-5，即北美东部时区（EST）。同時該地設有夏令時間，為UTC-5調快一小時，即UTC-4（EDT）。